# Pseudanthias caudalis
Pseudanthias caudalis is een  straalvinnige vissensoort uit de familie van zaag- of zeebaarzen (Serranidae). De wetenschappelijke naam van de soort werd voor het eerst geldig gepubliceerd in 1959 door Kamohara & Katayama.
De soort staat op de Rode Lijst van de IUCN als niet bedreigd, beoordelingsjaar 2009.